# (9900) Llull
(9900) Llull est un astéroïde de la ceinture principale.

## Description
(9900) Llull est un astéroïde de la ceinture principale. Il fut découvert le 13 juin 1997 à Costitx par Manuel Blasco. Il présente une orbite caractérisée par un demi-grand axe de 2,14 UA, une excentricité de 0,21 et une inclinaison de 3,5° par rapport à l'écliptique.

## Compléments